# Iridoviridae
Els Iridoviridae són una família de virus amb genoma dsDNA. La família conté cinc gèneres: Chloriridovirus, Iridovirus, Lymphocystivirus, Megalocytivirus, i Ranavirus. Els iridovírids infecten principalment els invertebrats, però també alguns grups de vertebrats com ara els peixos, els amfibis i els rèptils. El genoma té una longitud de 150.000-280.000 nt. Presenten una simetria icosaèdrica. El virió es compon de tres parts: una càpsida proteica exterior, una membrana lipídica intermèdia, i un nucli central amb complexos ADN-proteïnes. Alguns virus també tenen un embolcall exterior.